# Jack Kingston
John Heddens Kingston, detto Jack (Bryan, 24 aprile 1955), è un politico e opinionista statunitense, membro della Camera dei Rappresentanti per lo stato della Georgia dal 1993 al 2015 e opinionista per la CNN dal 2017 al 2019.

## Biografia
Nato in Texas, ma cresciuto ad Athens, in Georgia, Kingston lavorò per alcuni anni come agente assicurativo prima di entrare attivamente in politica.
Nel 1992 si candidò al Congresso come rappresentante del Partito Repubblicano e riuscì a vincere le elezioni nonostante il distretto congressuale a cui apparteneva fosse stato rappresentato per cinque mandati da un deputato democratico.
Da allora venne rieletto con facilità, finché nel 2014 annunciò il suo ritiro per candidarsi al Senato; Kingston riuscì ad avanzare al ballottaggio delle primarie, ma venne sconfitto da David Perdue, che vinse poi anche le elezioni generali.
Ideologicamente, Kingston è un conservatore: è un oppositore dell'aborto e ha votato contro la riforma sanitaria del Presidente Obama. Sebbene sostenga il controllo del riscaldamento globale, critica fortemente i democratici per la loro gestione del problema. Kingston è favorevole allo sfruttamento dell'energia nucleare ed è un creazionista.
È inoltre un ospite abituale della trasmissione The Colbert Report.